# St. Josef (Węgielsztyn)
Die Kirche in Węgielsztyn (polnisch Kościół św. Józefa w Węgielsztynie) ist ein Bauwerk aus dem 15. Jahrhundert und war bis 1945 evangelisches Gotteshaus für die im ostpreußischen Kirchspiel Engelstein, dem heute polnischen Węgielsztyn, lebende Bevölkerung. Heute ist sie eine römisch-katholische Pfarrkirche.

## Geographische Lage
Węgielsztyn liegt im Nordosten der polnischen Woiwodschaft Ermland-Masuren, sieben Kilometer nordwestlich der Kreisstadt Węgorzewo (deutsch Angerburg). Die Kirche befindet sich in der Ortsmitte östlich der Durchgangsstraße von Przystań (Pristanien, 1938–1945 Paßdorf) nach Dąbrówka Mała (Klein Dombrowken, 1938–1945 Dammfelde).

## Kirchengebäude
Bei der Kirche im vormaligen Engelstein handelt es sich um einen verputzten Feldsteinbau aus dem zu Ende gehenden 15. Jahrhundert, vermutlich aus dem Jahr 1478. Der Chor ist eingezogen, der Ostgiebel verziert. Im Jahr 1562 wurde das Gotteshaus einer grundlegenden Restaurierung unterzogen.
Der vorgesetzte Westturm wurde zu Anfang des 18. Jahrhunderts abgeschlossen, die Wetterfahne mit der Zeitangabe „1714“ scheint das Jahr der Fertigstellung zu nennen. Im Jahre 1771 war wieder eine umfassende Renovierung fällig, und 1930 wurde die Kirche ausgemalt.
Eine Sakristei ist im Osten angebaut, eine Vorhalle im Süden.
Der Kircheninnenraum ist von einem hölzernen Dach überwölbt. Der Aufsatz des Altars wurde 1651 von der Angerburger Gemeinde erworben. Im Mittelfeld des Altars befand sich früher das Kruzifix, das später den Schalldeckel der Kanzel zierte. Diese – um 1600 entstanden – wurde im 18. Jahrhundert mit dem Altar vereinigt. Eine Marienfigur aus einer Kreuzigungsgruppe stammte aus dem 16. Jahrhundert. Um 1700 entstand der Taufengel.
Im Jahre 1852 erhielt die Kirche eine Orgel. Das Geläut bestand aus drei Glocken.
Es ist das Verdienst der Gemeindeschwester Thea Seitz, dass Ausstattungsgegenstände wie Kruzifix, Abendmahlsweinkanne, drei Abendmahlskelche, ein dreiarmiger Leuchter, eine Patene und eine Hostiendose zusammen mit dem Siegel der Kirche Engelstein gerettet wurden: Bei ihrer Flucht im Jahr 1945 nahm sie die Gegenstände mit bis in das niedersächsische Bruchhausen-Vilsen. Nach ihrem Tod übergab man 1987 die Altargeräte der Michaelkirche in Rotenburg (Wümme), der Partnerstadt von Angerburg (polnisch Węgorzewo), dem einstigen Superintendentursitz für Engelstein.
Auch eine Glocke hat auf dem Glockenfriedhof in Hamburg überlebt und ist dem Einschmelzen für Munitionszwecke entgangen. Heute läutet sie im Dom zu Verden (Aller).
Die Engelsteiner Kirche hat den Zweiten Weltkrieg einigermaßen wohlbehalten überstanden. Sie wurde grundlegend renoviert, wobei der lange auf dem Kirchhof deponierte Granit-Taufstein aus dem 16. Jahrhundert wieder seinen Platz im Gotteshaus fand.
Die Kirche wurde auf den Namen des Hl. Josef neu geweiht und dient heute wieder – nun aber als römisch-katholisches – Gotteshaus.

## Kirchengemeinde

### Kirchengeschichte

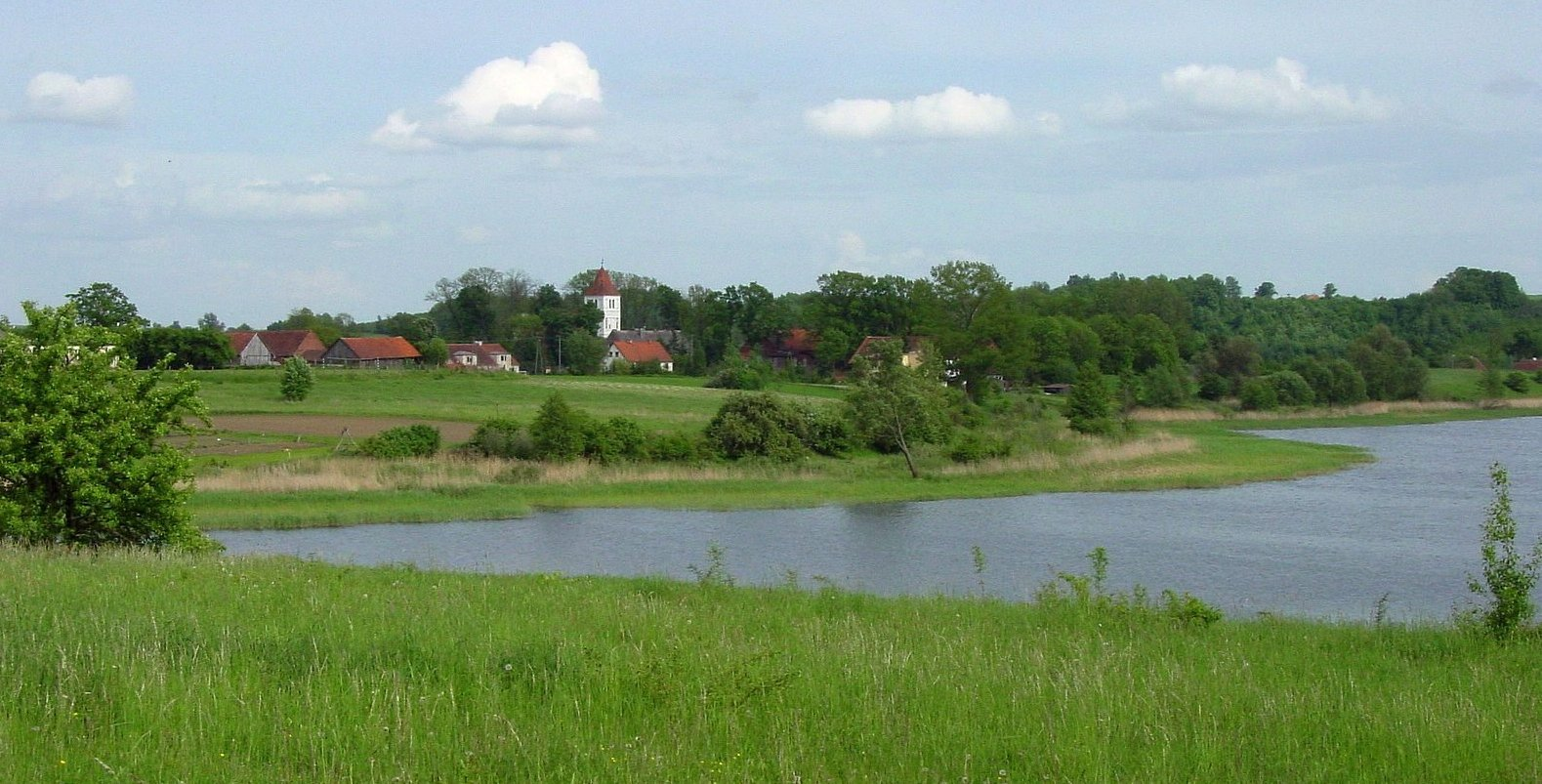
Die Kirche mitten im Dorf Węgielsztyn (Engelstein)

Die Engelsteiner Kirche gilt als eine der ältesten Kirchengründungen im nördlichen Masuren und entstand bereits in vorreformatorischer Zeit. Seit 1537 sind hier lutherische Geistliche nachgewiesen. Bis zur Errichtung einer Kirche in Buddern (polnisch Budry) 1739 waren in Engelstein zwei Geistliche gleichzeitig tätig. In den 1930er Jahren setzte man zusätzliche Hilfsprediger ein.
Die Kirchengemeinde Engelstein gehörte bis 1945 zum Kirchenkreis Angerburg in der Kirchenprovinz Ostpreußen der Evangelischen Kirche der Altpreußischen Union. Im Jahr 1925 zählte sie 3.250 Gemeindeglieder, die in 25 Dörfern, Ortschaften und Wohnplätzen lebten.
Die Flucht und Vertreibung der einheimischen Bevölkerung machte nach 1945 das evangelisch-kirchliche Leben in dem nun Węgielsztyn genannten Dorf und Umgebung nicht mehr möglich. Im Laufe der Jahre siedelten sich hier polnische Neubürger an, die fast ausnahmslos katholischer Konfession waren. Die bisher evangelische Kirche wurde zugunsten der Römisch-katholischen Kirche in Polen enteignet. Es entstand hier eine eigene Pfarrgemeinde „Parafia pw. św. Józefa“, der später die Filialkirche „Zur Barmherzigkeit Gottes“ (Kościół Miłosierdzia Bożego) in Perły (Peterswalde) und die Spitalkirche in Rudziszki (Raudischken, 1938–1945 Raudingen) zugeordnet wurden.
Waren vor 1945 die katholischen Kirchenglieder nach Angerburg (Węgorzewo) in die Kirche Zum Guten Hirten eingepfarrt, so trifft eine solche Regelung nun die wenigen evangelischen Einwohner von Węgielszytn: Sie gehören zur Kirchengemeinde Węgorzewo, einer Filialgemeinde der Pfarrei in Giżycko (Lötzen) in der Diözese Masuren der Evangelisch-Augsburgischen Kirche in Polen.

### Kirchspielorte (bis 1945)
Neben dem Pfarrort Węgielsztyn gehörten noch 24 Ortschaften und Wohnplätze zu seinem Kirchspiel:
| Deutscher Name                           | Polnischer Name |  | Deutscher Name                | Polnischer Name |
| ---------------------------------------- | --------------- |  | ----------------------------- | --------------- |
| Alt Perlswalde                           | Perły           |  | Mauerwald                     | Mamerki         |
| Biedaschken 1938–1945 Wieskoppen         | Biedaszki       |  | Neu Guja                      | Nowa Guja       |
| Birkental                                | Parowa          |  | *Neu Perlswalde               | Perły           |
| *Brosowen 1938–1945 Hartenstein (Ostpr.) | Brzozowo        |  | Paschäken                     | Pasieki         |
| Engelsteinshöh                           | Kraski          |  | *Pristanien 1938–1945 Paßdorf | Przystań        |
| Ernsthöfchen                             |                 |  | *Rehsau                       | Rydzówka        |
| *Groß Guja                               | Guja            |  | Rosenstein                    | Różewiec        |
| *Groß Wessolowen 1938–1945 Raudensee     | Wesołowo        |  | Sandhof                       | Rydzówka Mała   |
| Karlswalde                               | Karłowo         |  | Stawken 1938–1945 Staken      |                 |
| Klein Dombrowken 1938–1945 Dammfelde     | Dąbrówka Mała   |  | Stein                         | Kamień          |
| Klein Guja                               |                 |  | Upalten                       | Upałty          |
| Leopoldshof                              | Wesołówko       |  | Wilhelmsberg                  | Klikucie        |

### Pfarrer (bis 1945)
Bis 1945 amtierten als evangelische Geistliche an der Kirche in Engelstein:
- J. Tortilowitz von Batocki, 1537–1570
- Dominicus Seel d. Ä., 1570–1609
- Dominicus Seel d. J., 1592–1602
- Johannes Seel, 1602–1642
- Stephan Gorlovius, 1615
- Johann Abrahamowitz, 1616–1623
- Christian Reimer, 1642–1689
- Matthäus Montanus, 1649–1655
- Seraphim Aegidii d. Ä., 1655–1701
- Johann Madeicka, 1689–1696
- Heinrich Büttner, 1697–1716
- Seraphim Aegidii d. J., 1701–1739
- Georg Borcius, 1716–1742
- Andreas Podzadlo, 1740–1787
- Johann Friedrich Krakau, 1787–1791
- Karl Friedrich Groß, 1790–1805
- Friedrich Fabian Salomon Kiehl, 1805–1831
- Johann Friedrich Penski, 1831–1854
- Gustav Eduard Salkowski, 1854–1858[8]
- Julius Karl Heinrich Stechern, 1859–1879[8]
- (Carl) Bernhard Schellong, 1880–1906[8]
- Karl Hugo U. Brzezinski, 1906–1927
- Franz Klinschewski, 1927–1933
- Emil Stascheit, 1935–1936
- Fritz Wolff, 1937–1945

### Kirchenbücher
Von den Engelsteiner Kirchenbuchunterlagen haben sich erhalten und werden bei der Deutschen Zentralstelle für Genealogie in Leipzig aufbewahrt:
- Taufen: 1695 bis 1874
- Trauungen 1693 bis 1874
- Begräbnisse 1693 bis 1874.